# Bernard II (książę Saksonii-Lauenburga)
Bernard II (ur. w 1380, zm. 16 lipca 1463) – książę Saksonii-Lauenburga od 1436, pochodzący z dynastii askańskiej.

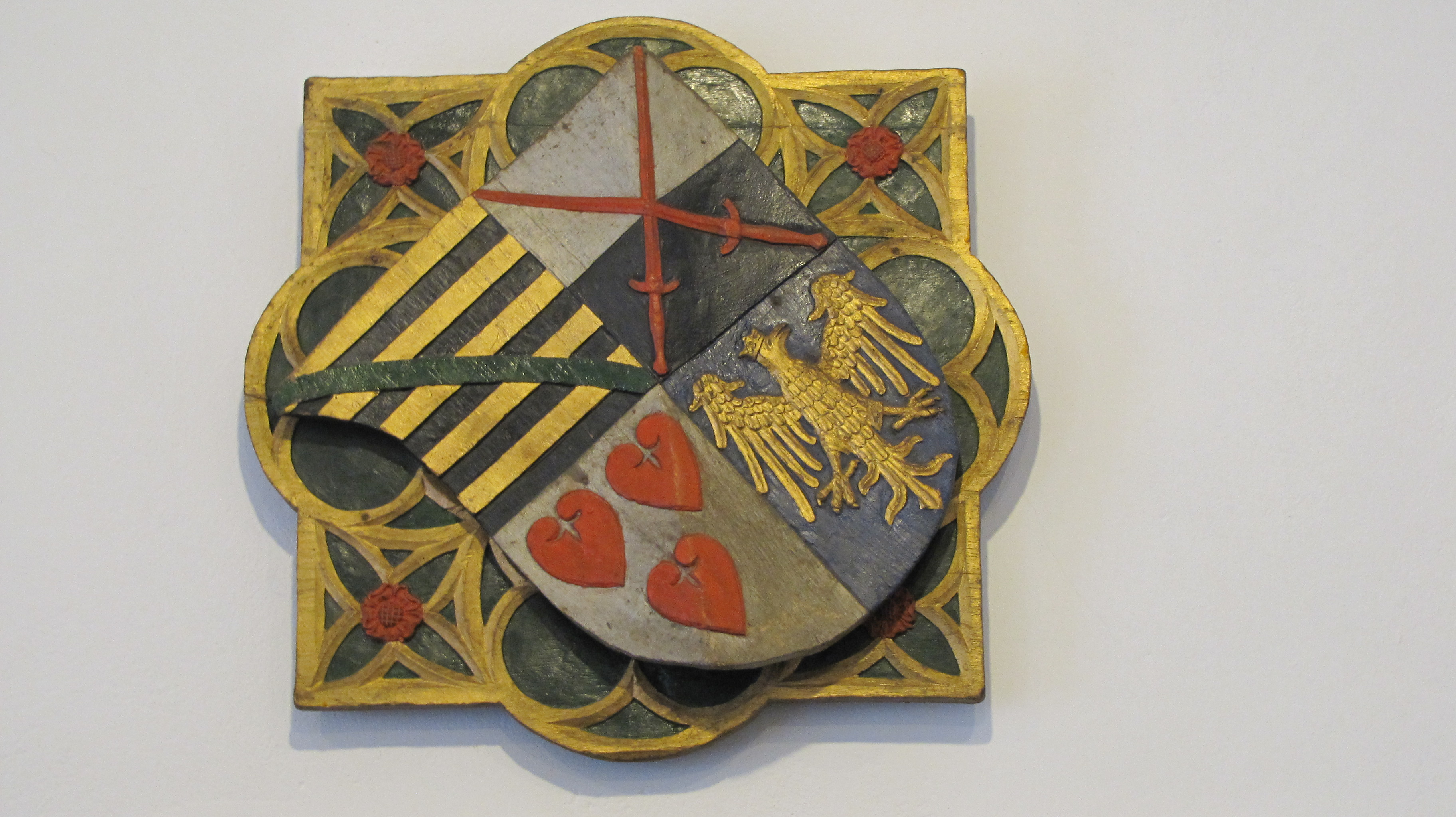
Herb Bernarda

## Życiorys
Bernard był synem księcia Saksonii-Lauenburga Eryka IV i Zofii, córki księcia Brunszwiku i Lüneburga Magnusa II. Został następcą swego brata Eryka V jako książę Saksonii-Lauenburga. W ślad za bratem podnosił roszczenia do dziedzictwa księstwa Saksonii-Wittenbergi i tytułu elektora Rzeszy po wymarłej wittemberskiej linii dynastii askańskiej przeciwko Wettinom. Swoje roszczenia akcentował posługując się herbem, w którym umieścił miecze elektorskie. Na początku panowania zorganizował wyprawę wojenną przeciwko Brandenburgii, która zakończyła się porażką. Zmarł w 1463 wskutek panującej wówczas epidemii.

## Rodzina
Żoną Bernarda była Adelajda, córka księcia stargardzkiego i słupskiego Bogusława VIII i wdowa po księciu głogowskim Henryku X Rumpoldzie. Z tego małżeństwa pochodziło dwoje dzieci:
- Jan IV (V), następca Bernarda jako książę Saksonii-Lauenburga,
- Zofia, żona księcia Jülich i księcia Bergu Gerarda[1].